# 電話按鍵

采用ITU E 1.161国际标准的電話按鍵

電話按鍵或電話鍵盤、电话按键键盘是指安装在按钮式电话机或类似的电信设备上用于撥打電話或撥號的键盘。電話键盘是一個由12个按钮组成的矩形阵列，鍵盤排列成四行三列。電話鍵盤的發展要歸功於20世紀50年代贝尔实验室的研究。20世纪60年代美国贝尔系统开发了双音多频系统，使得電話上的撥號盤（旋轉撥號）逐步被淘汰，通過按鍵撥打電話開始成為主流。